# Albergue de Francia
Albergue de Francia (en maltés: Berġa ta' Franza) se refiere a dos albergues en La Valeta, la capital de Malta. Ambos fueron construidos en el siglo XVI para albergar a los caballeros de la Orden de San Juan de la lengua de Francia, que indujo a todo el Reino de Francia con excepción de Auvernia y Provenza, que eran lenguas separadas.
El primer albergue se construyó en algún momento después de 1570 y todavía está parcialmente intacto. El segundo albergue, más grande, se construyó después de 1588 y fue destruido por un bombardeo aéreo en 1942. El sitio de este último ahora está ocupado por el Edificio Memorial de los Trabajadores, que fue construido en la década de 1960.

## Primer albergue
Tras el traslado de la capital de Malta de Birgu a La Valeta, la lengua de Francia tuvo que trasladarse de su albergue original en Birgu a un nuevo sitio en La Valeta. El primer albergue francés en La Valeta se construyó en algún momento después de 1570, en un sitio delimitado por las calles Old Mint, South, Scots y Windmill, y fue diseñado por el arquitecto maltés Girolamo Cassar. Permaneció en uso hasta la construcción del segundo albergue en algún momento después de 1588.
El auberge original más tarde albergó temporalmente la lengua alemana mientras Auberge d'Allemagne estaba siendo reparado en 1604, y parte de él se arrendó más tarde al Tesoro para albergar la casa de la moneda de la Orden hasta 1788. Partes de este edificio, incluida la mayor parte de la fachada, excepto la puerta principal, todavía existen.

## Segundo albergue
En la década de 1580, este primer albergue era demasiado pequeño para albergar la lengua de Francia, por lo que el 2 de abril de 1588 la lengua francesa solicitó trasladar su sede a un terreno en la esquina de las calles South y Old Bakery. Este sitio fue ocupado por la casa de Bali Fra Christopher le Bolver dit Montgauldry, que finalmente se incorporó al nuevo albergue. Se afirma que el segundo albergue fue diseñado por Cassar, pero hay otras afirmaciones que sugieren que fue de otro arquitecto.
El segundo albergue continuó albergando la lengua de Francia hasta 1798, cuando la Orden abandonó Malta debido a la ocupación francesa. Posteriormente se utilizó para una serie de propósitos y, en la década de 1830, fue la residencia del Comisario General. El edificio fue incluido en la Lista de Antigüedades de 1925 junto con los otros albergues de La Valeta. En el momento de su destrucción, el albergue era la sede del Departamento de Educación.
El 8 de abril de 1942, durante la Segunda Guerra Mundial, el Albergue de Francia fue alcanzado por una bomba alemana de gran calibre y quedó completamente destruido. Las ruinas se limpiaron después de la guerra y en la década de 1960 se erigió en su lugar el Edificio Memorial de los Trabajadores. Este edificio alberga las oficinas del Sindicato General de Trabajadores.
El segundo Albergue de Francia fue construido en estilo manierista, típico de su arquitecto Girolamo Cassar. Sin embargo, el diseño del edificio difería del diseño habitual de Cassar, ya que se integró una estructura preexistente en el albergue. Esto dio como resultado una fachada asimétrica, con la entrada principal ubicada a la derecha y con sus ventanas con una variedad de diseños y tamaños. El patio del albergue estaba ubicado en la parte trasera del edificio.
Una placa en el edificio conmemorativo de los trabajadores describe el albergue como "uno de los mejores edificios de los Caballeros de San Juan".

## Galería

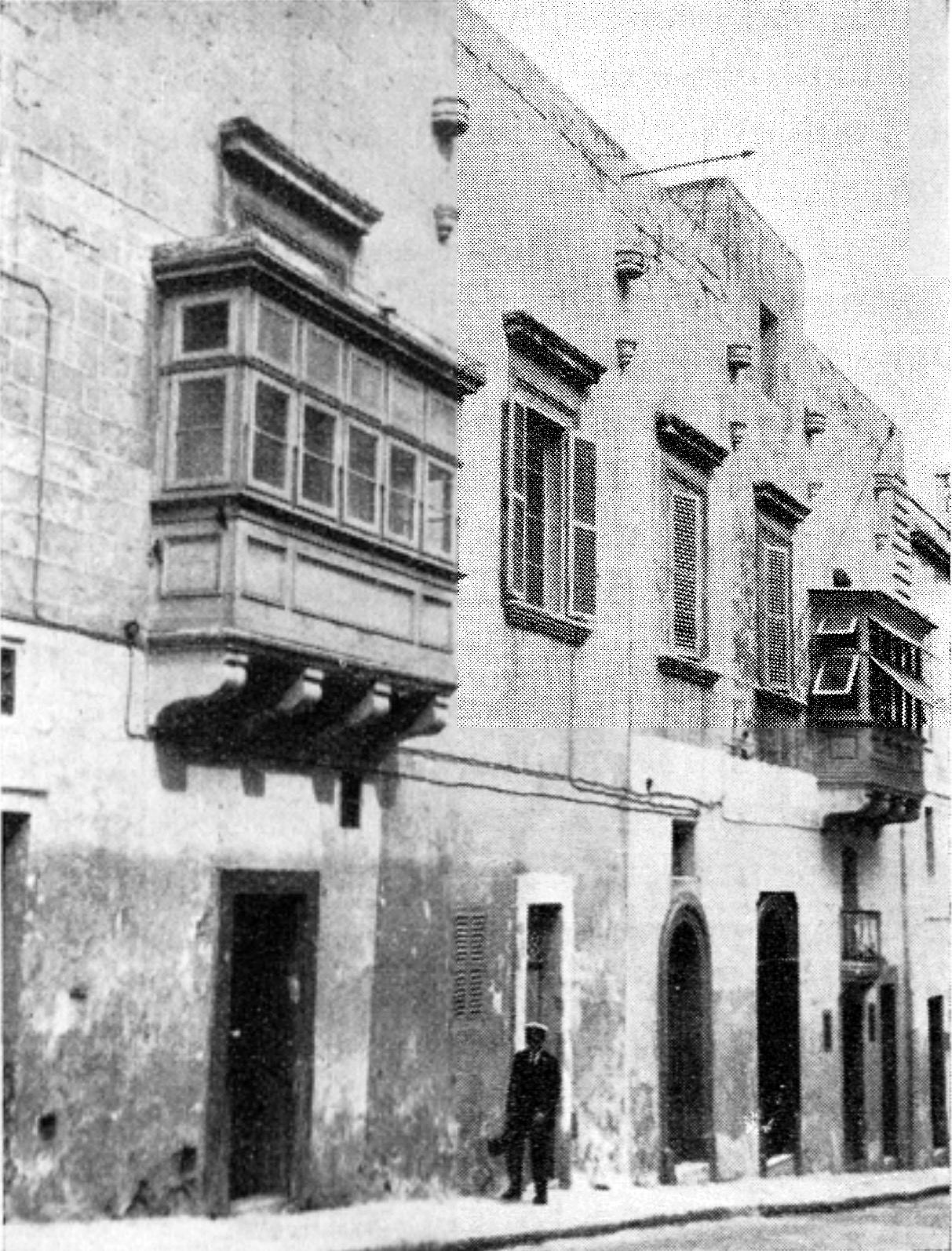
El primer Auberge de France en la década de 1880
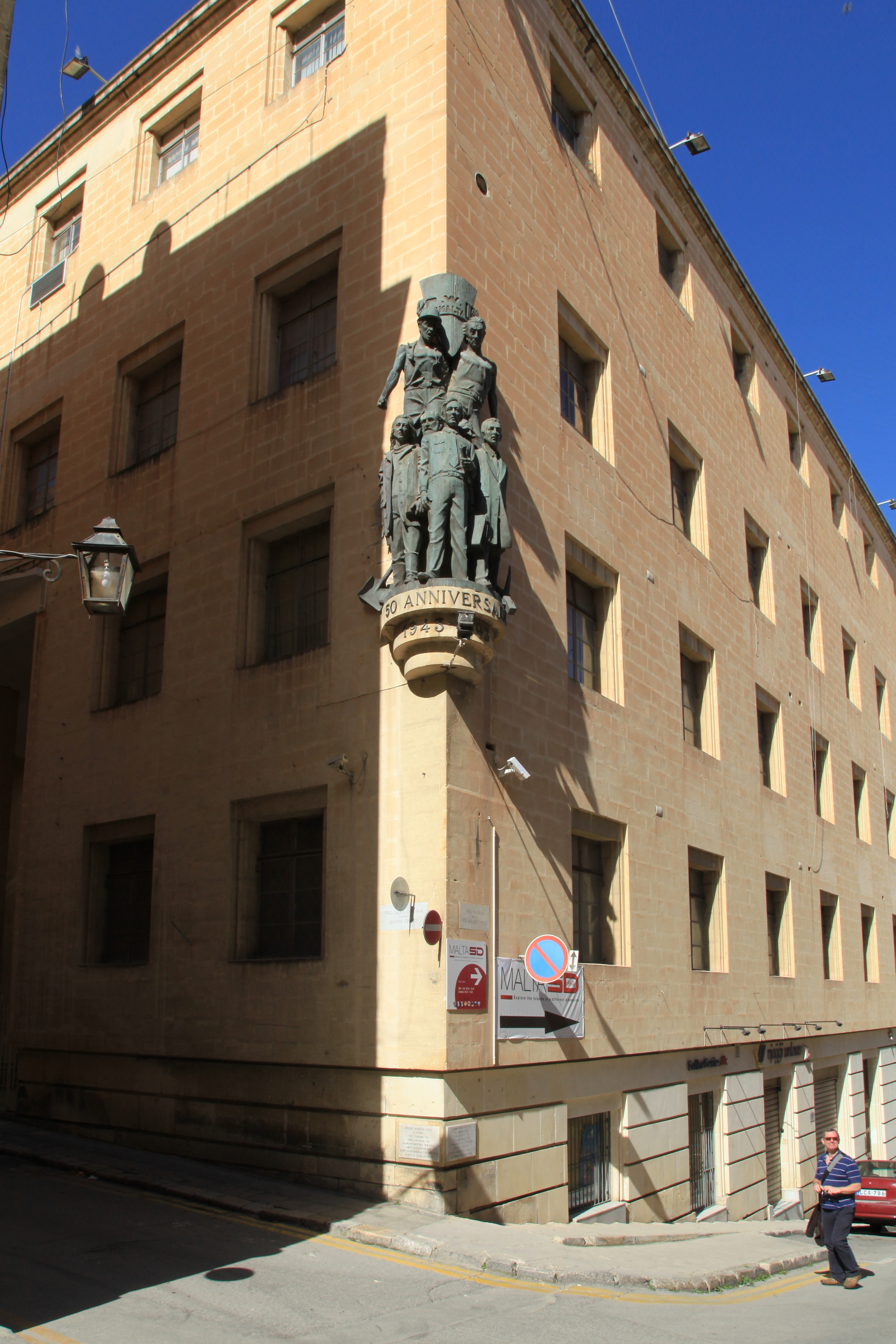
El sitio del segundo Auberge de France ahora está ocupado por el Edificio Memorial de los Trabajadores
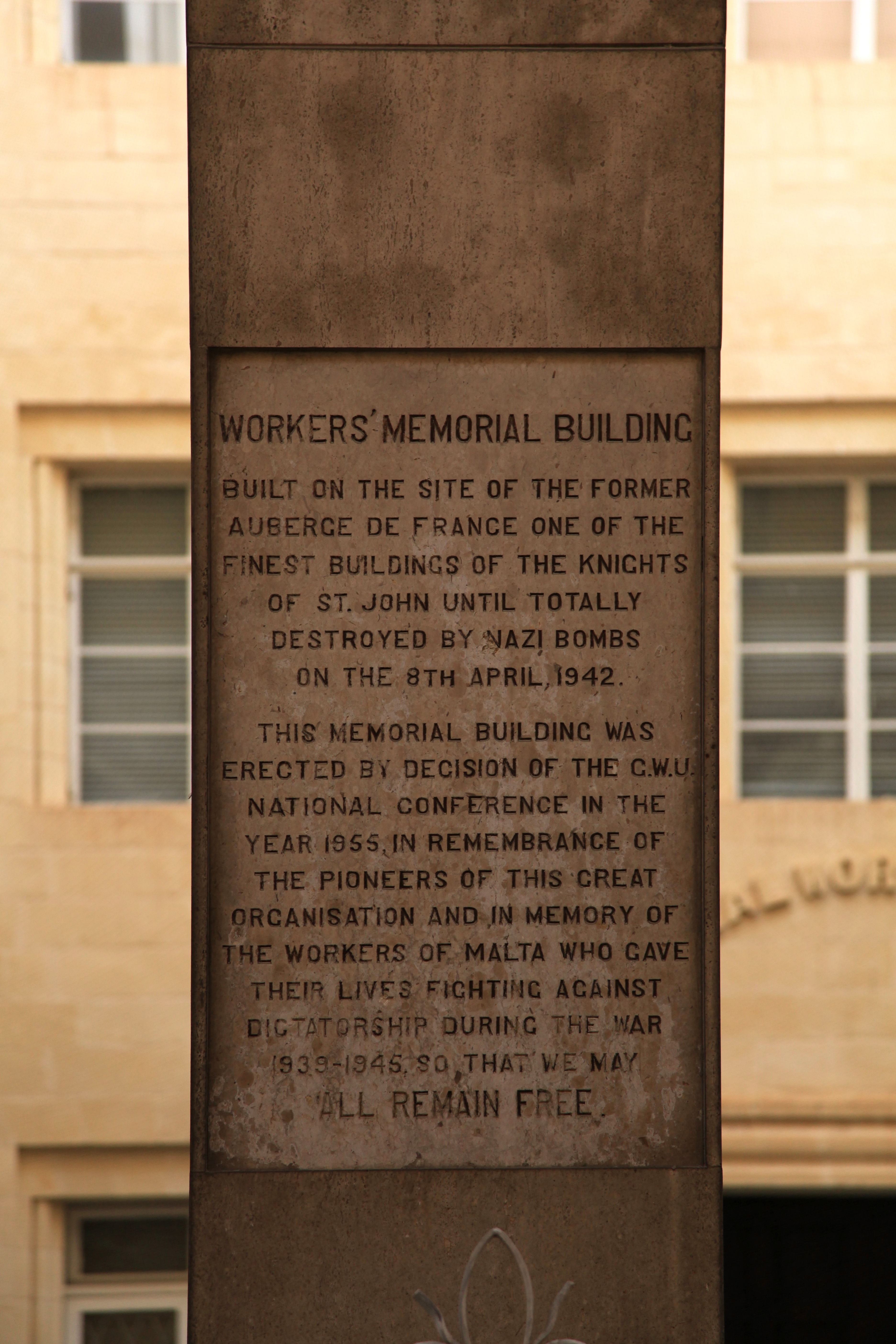
Placa en el edificio conmemorativo de los trabajadores que hace referencia al segundo Auberge de France